# مارجريت كيمبل جيدچ

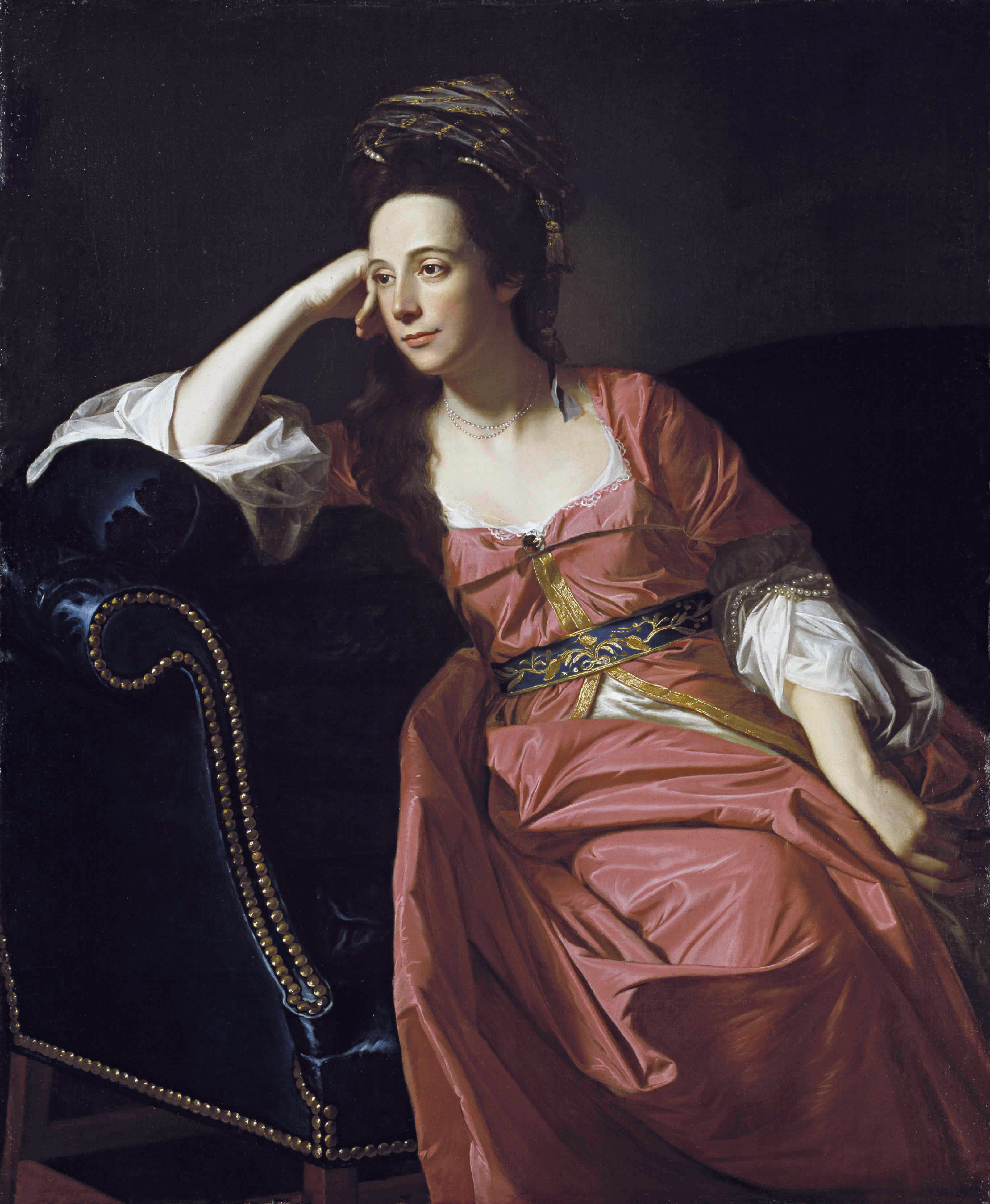
صورة مارجريت كيمبل جيدچ، حوالي عام 1771، من قبل جون سينغلتون كوبلي

مارجريت كيمبل جيدچ (بالإنجليزية: Margaret Kemble Gage)‏ (1734-1824) زوجة الجنرال البريطانى توماس جيدچ، الذي قاد الجيش البريطاني خلال حرب الاستقلال الأمريكية (1775-1783)، ويقال إنها تجسست ضده متعاطفة مع الثورة. ولدت في نيو برونزويك، نيوجيرسي  وأقامت في بلدة برونزويك الشرقية.

## الجاسوسة الوطنية
النصوص التاريخية، أبرزها القصيدة التي كتبها الشاعر الأميركي هنري ادسورث ونجفيلو ويذكر فيها أعمال الوطنى بول ريفير في 18 أبريل 1775 تشير إلى أن السيدة جيدچ قدمت لجوزيف وارن معلومات بشأن هجوم لزوجها السيد جيدچ على ليكسينغتون وكونكورد. ورغم عدم وجود أدلة موثقة تؤكد أن جيدچ هي التي اخبرت وارن، بقي تكهنات بأنها جاسوسة للوطنيين نظرا لعلاقاتها العائلية في أمريكا. ومن بين المتشككين كان زوجها!. كتب فيشر في القصيدة «كل هذه الأدلة غير المباشرة تشير إلى أنه من المحتمل جدًا، ومن المؤكد أن من أخبر الدكتور وارن كانت في الواقع مارجريت كيمبل جيدچ - سيدة مقسم ولائها بين زوجها ووطنها الأصلي». ونتيجة لذلك أرسلت مارجريت إلى إنجلترا بناء على أوامر من زوجها في صيف عام 1775.

## الحياة العائلية
كانت مارجريت كيمبل الحفيدة الكبري لعمدة مدينة نيويورك ستيفانوس فان كورتلاند.
وكانت ابنة بيتر كيمبل، وهو رجل أعمال وسياسي في نيو جيرسي، وأمها وجيرترود بايارد. تزوجت توماس جيدچ في 8 ديسمبر 1758. وكان لهما إحدى عشر طفل. ابنها الأول، ولد في 1761.
ابنة جيدچ شارلوت مارجريت جيدچ، تزوجت الأدميرال السير تشارلز أوجل.
شقيقها ستيفن كيمبل، كان كولونيل في الجيش البريطاني أثناء الثورة.

## آخر حياتها
قضيت مارجريت كيمبل جيدچ النصف الثاني من حياتها في إنجلترا، وتوفيت عن عمر يناهز الـ 90 في عام 1824، بعد وفاة زوجها بما يقرب من 37 عامًا.